# Closterium sublatum
Closterium sublatum  là một loài Song tinh tảo trong họ Desmidiaceae, thuộc chi Closterium.